# Чхонъян
Чхонъя́н (кор. 청양군?, 靑陽郡?) — уезд в провинции Чхунчхон-Намдо, Южная Корея. Преимущественно сельская местность; известен благодаря острому красному перцу, который выращивается здесь, а также фруктам Lycium chinense. В уезде находится Чхонъянский провинциальный колледж.

## Города-побратимы
Чхонъян является городом-побратимом следующих городов:
- Йондынпхо, Сеул, Республика Корея
- Сочхо, Сеул, Республика Корея
- Кандон, Сеул, Республика Корея
- Мапхо, Сеул, Республика Корея
- Кымчхон, Сеул, Республика Корея
- Ансан, провинция Кёнгидо, Республика Корея
- Кунпхо, провинция Кёнгидо, Республика Корея
- Тонку, Тэджон, Республика Корея